# Любимский уезд
Любимский уезд — административно-территориальная единица Ярославской губернии Российской империи и РСФСР, существовавшая в 1777—1923 годах. Административный центр — город Любим.

## География
Уезд располагался в северо-восточной части Ярославской губернии, на юго-западе уезд граничил с Даниловским уездом, на северо-западе — с Пошехонским, на юго-востоке — с Костромской губернией. Площадь уезда составляла 2734,3 верст² (3111,6 км²).
Основные реки — Обнора, Кострома.

## История

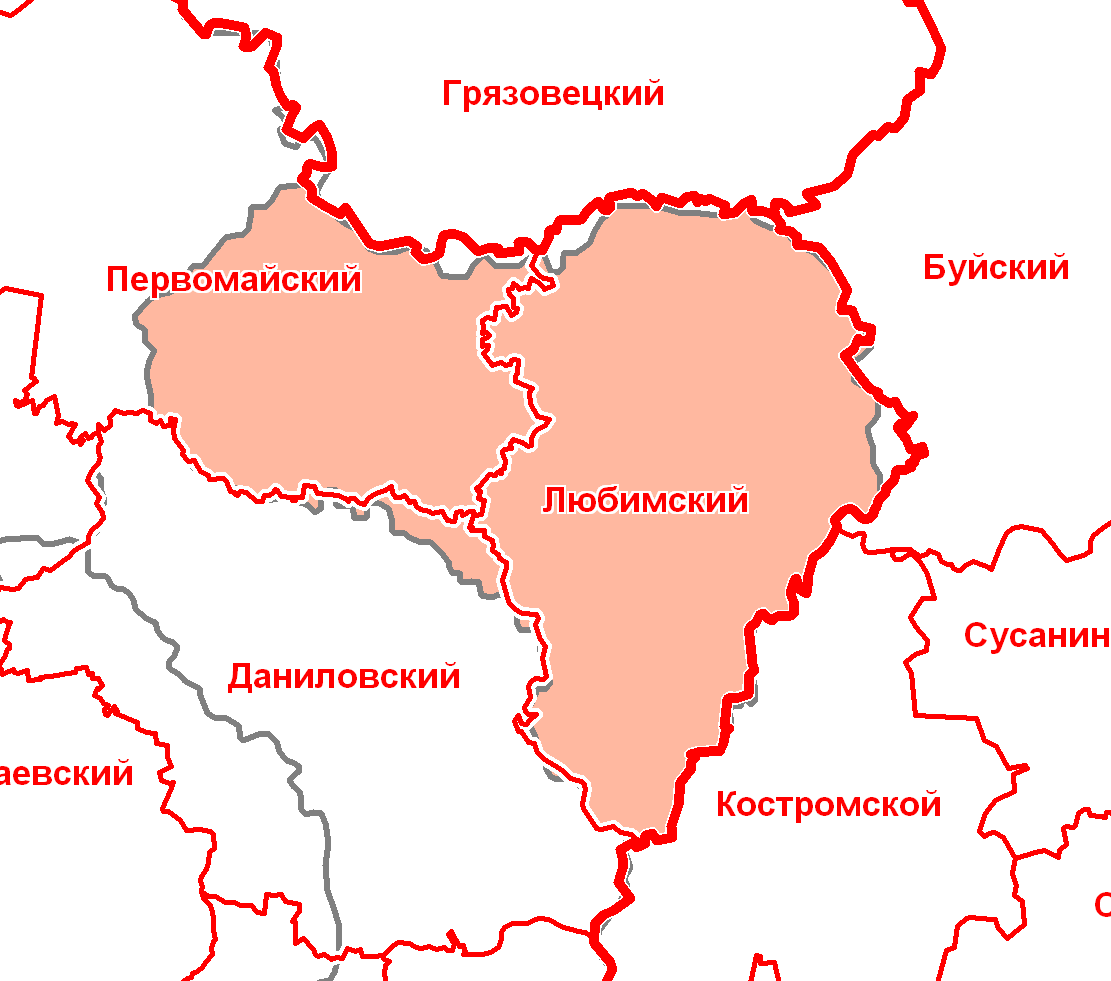
Любимский уезд в современной сетке районов

Любимский уезд (до 1740-х гг. — Любимская осада) входил в состав Костромской провинции, с 1777 года — в составе Ярославского наместничества, с 1796 года — в составе Ярославской губернии.
Постановлением Президиума ВЦИК от 14 ноября 1923 года уезд был упразднён, его территория включена в состав Даниловского уезда.

## Население
По сведениям 1859 года население уезда составляло 58 431 жителей.
По переписи 1897 года население уезда составляло 65 230 человек.

## Административное устройство
В 1890 году в состав уезда входило 4 волости:
| № п/п | Волость       | Волостное правление | Число селений | Население |
| ----- | ------------- | ------------------- | ------------- | --------- |
| 1     | Васильевская  | сл. Васильевская    | 246           | 13 788    |
| 2     | Заобнорская   | с. Зорино           | 146           | 13 188    |
| 3     | Осецкая       | с. Раменье          | 145           | 17 400    |
| 4     | Черностанская | д. Починок          | 218           | 10 990    |

В 1901 году, согласно справочнику, в уезд входило 9 волостей; такие же сведения содержатся в издании 1913 года. Были учреждены Ескинская (с. Ескино), Козская (с. Коза), Кулижская (д. Семенково), Пречистенская (с. Пречистое) волости, центр Осецкой волости перенесён в с. Закобякино, а с. Раменье стало центром Раменской волости.

## Населённые пункты
Крупнейшие населённые пункты по переписи населения 1897 года, жит.:
- г. Любим — 3000;
- д. Скородумово — 761;
- д. Хлестово — 579;
- д. Стругуново — 498;
- с. Пречистое — 492.

## Известные жители
- Власов, Семён Прокофьевич (1789—1821) — русский технолог-самоучка из крепостного сословия.
- Воронин, Сергей Алексеевич (1913—2002) — писатель, прозаик.
- Жадовская, Юлия Валериановна (1824—1883) — поэтесса (с. Субботино).
- Розов, Николай Петрович (1842—1892) — регент Ярославского архиерейского хора (c. Гематово).
- Трефолев, Леонид Николаевич (1839—1905) — поэт, публицист. Автор слов к песням «Когда я на почте служил ямщиком», «Комаринский мужик» и других.

## Уездные предводители дворянства[9]
| Время службы | Фамилия, Имя, Отчество             | Должность/Чин                                    |
| ------------ | ---------------------------------- | ------------------------------------------------ |
| 1778-1786    | Толбузин Пётр Иванович             | Коллежский асессор, надворный советник (1786)    |
| 1787-1794    | Зузин Александр Родионович         | Надворный советник                               |
| 1794-1795    | Рожнов Пётр Михайлович             | Полковник                                        |
| 1796-1801    | Головнин Иван Григорьевич          | Надворный советник                               |
| 1802         | Васьков Николай Николаевич         | Морской артиллерии капитан-лейтенант             |
| 1802-1804    | Князь Вадбольский Николай Петрович | Секунд-майор                                     |
| 1805         | Васьков Николай Николаевич         | Морской артиллерии капитан-лейтенант             |
| 1805-1807    | Обрезков Михаил Николаевич         | Майор                                            |
| 1807-1808    | Глебов Матвей Иванович             | Капитан                                          |
| 1808-1811    | Кренев Николай Дмитриевич          | Титулярный советник                              |
| 1812-1823    | Конищев Иван Фёдорович             | Коллежский асессор, надворный советник (1817)    |
| 1824-1828    | Грязев Константин Александрович    | Полковник                                        |
| 1828-1831    | Филисов Александр Прокофьевич      | Майор                                            |
| 1831-1832    | Замыцкий Алексей Николаевич        | Майор                                            |
| 1832         | Соколов Николай Алексеевич         | Чиновник 12 класса                               |
| 1833-1838    | Скульский Василий Николаевич       | Артиллерии подпоручик                            |
| 1839-1840    | Нелидов Лавр Петрович              | Ротмистр                                         |
| 1840-1844    | Скульский Василий Николаевич       | Артиллерии подпоручик                            |
| 1845-1850    | Соколов Николай Алексеевич         | Коллежский секретарь, титулярный советник (1849) |
| 1851-1853    | Козлянинов Николай Всеволодович    | Подполковник                                     |
| 1854-1859    | Боборыкин Николай Лукьянович       | Генерал-майор                                    |
| 1860-1862    | Скульский Василий Никитич          | Подпоручик                                       |
| 1863         | Шипунов Николай Кириллович         | Подпоручик                                       |
| 1864-1865    | Скульский Леонид Васильевич        | Подпоручик                                       |
| 1866-1868    | Ачкасов Иван Михайлович            | Губернский секретарь                             |
| 1869         | Макаров Владимир Егорович          | Гвардии штабс-капитан                            |
| 1869-1871    | Скульский Николай Васильевич       | Подпоручик                                       |
| 1872-1886    | Каратыгин Иван Арсеньевич          | Действительный статский советник (1877)          |
| 1887-1898    | Болотов Николай Николаевич         | Действительный статский советник (1891)          |